# Trichocolletes dowerinensis
Trichocolletes dowerinensis är en biart som beskrevs av Rayment 1931. Trichocolletes dowerinensis ingår i släktet Trichocolletes och familjen korttungebin. Inga underarter finns listade i Catalogue of Life.

## Bildgalleri

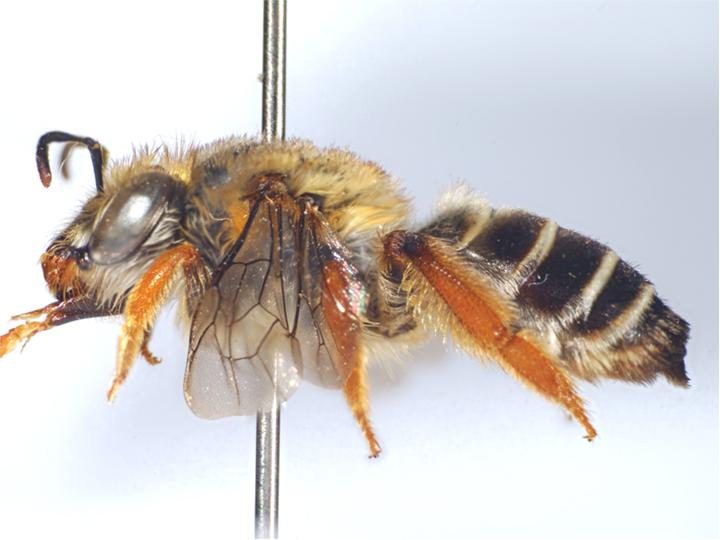
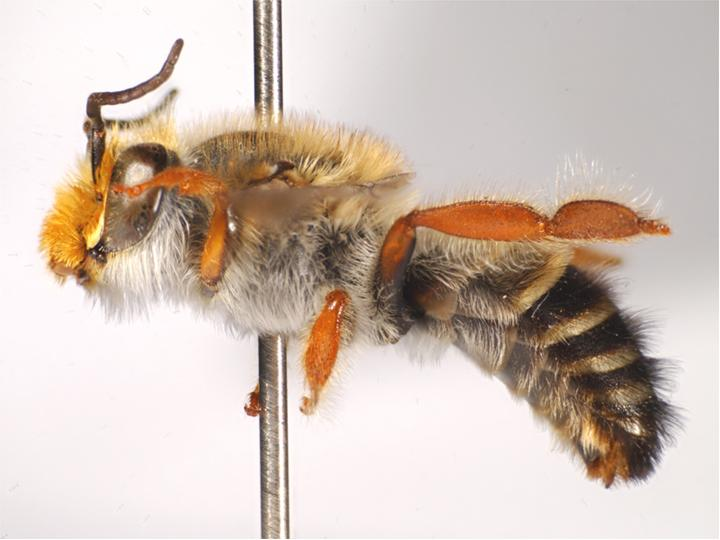